# Trà Dương
Trà Dương is een xã in het district Bắc Trà My, een van de districten in de Vietnamese provincie Quảng Nam.
Trà Dương grenst in het westen aan Trà My.